# Manfred von Knobelsdorff
Manfred von Knobelsdorff (* 15. Juni 1892 in Spandau; † 20. Juli 1965 in Bremen) war ein deutscher Berufsoffizier, zuletzt SS-Obersturmbannführer und der erste „Burghauptmann von Wewelsburg“.

## Leben
Manfred von Knobelsdorff entstammt der Familie derer von Knobelsdorff, seine Eltern waren der Major Edmund von Knobelsdorff und die Tochter eines Ratsherrn aus Frankfurt an der Oder, Klara Juwig. Als Berufsoffizier nahm er am Ersten Weltkrieg teil, erhielt das Eiserne Kreuz I. Klasse und wurde 1919 als Hauptmann entlassen. 1923 heiratete er in Wiesbaden Ilse Darré (* 1900; † 1985), eine Schwester des NS-Ideologen Richard Walther Darré. Das Ehepaar Knobelsdorff hatte drei Kinder, die Tochter Thurid, und die Söhne Ortwin und Eckfried. Bis Anfang 1934 war er als Vertreter einer Parfümfabrik tätig.
Er trat zum 1. November 1931 der NSDAP bei (Mitgliedsnummer 718.932) und wurde auch Mitglied der SS (SS-Nummer 112.799). Vom 12. Februar 1934 bis zum 24. Januar 1938 war er als hauptamtlicher SS-Führer (zuletzt im Range eines Obersturmbannführers) „Burghauptmann von Wewelsburg“, der Ordensburg der SS. Sein Nachfolger in dieser Funktion wurde Siegfried Taubert. 
1938 wechselte Knobelsdorff in die Verwaltung des Reichsnährstandes und damit in die Organisation seines Schwagers Darré. Im Zweiten Weltkrieg war er zur Wehrmacht einberufen. Nach Kriegsende war Knobelsdorff erneut als Vertreter tätig. Er nannte sich Kaufmann und Major a. D. und lebte in Bremen.

## Ernennungen (in der SS)
- 7. Februar 1934: SS-Sturmführer
- 9. November 1934: SS-Obersturmführer
- 28. Mai 1935: SS-Hauptsturmführer
- 29. Januar 1936: SS-Sturmbannführer
- 24. Januar 1938: SS-Obersturmbannführer

## Schriften
- R. Walther Darré. Reichsnährstand Verlags-G.m.b.H., Berlin 1935.
- Die von Knobelsdorff’schen Lehen. Selbstverlag, Wewelsburg 1936.